# Shingo Hoshino
Shingo Hoshino (født 2. maj 1978) er en tidligere japansk fodboldspiller.
Han har spillet for flere forskellige klubber i sin karriere, herunder Ehime FC.